# اگیجا
اگیجا (به لاتین: Agigea) یک منطقهٔ مسکونی در رومانی است.